# Robert Shwartzman
Robert Mikhailovich Shwartzman (em russo:  Ро́берт Миха́йлович Шва́рцман; IPA: [ˈrobʲert mʲɪˈxajləvʲɪtɕ ˈʂvartsmɐn]; Israel, 16 de setembro de 1999), é um piloto de automóvel russo, nascido em Israel que também compete sob licença israelense. Atualmente, ele compete no Campeonato Mundial de Endurance da FIA pela AF Corse número 83, também é piloto reserva da Scuderia Ferrari da Fórmula 1, e competirá na IndyCar Series pela Prema Racing em 2025. Ele é um ex-membro da Ferrari Driver Academy. Shwartzman foi campeão da Toyota Racing Series em 2018 e do Campeonato de Fórmula 3 da FIA em 2019.

## Carreira

### Cartismo
Shwartzman começou a praticar cartismo em 2004 aos cinco anos de idade. Ao longo de uma carreira de sete anos como cartista profissional, ele conquistou títulos na Europa (predominantemente na Itália).

### Fórmula 4
Em 2014, Shwartzman se graduou em monopostos, participando de seis corridas do Campeonato Italiano de Fórmula 4 com a Cram Motorsport, terminando em décimo sexto lugar na classificação geral.
No ano seguinte, Shwartzman participou do campeonato em tempo integral com a Mücke Motorsport, conquistando duas vitórias e terminando em terceiro na classificação atrás da dupla da Prema Powerteam de Ralf Aron e Guan Yu Zhou. Ele também participou do campeonato inaugural de ADAC Fórmula 4, terminando em quarto lugar na classificação.

### Fórmula Renault
Em 2016, Shwartzman mudou-se para a Fórmula Renault 2.0 com a então equipe campeã da categoria, a Josef Kaufmann Racing, após testar com a equipe em Motorland Aragon. Ele conquistou duas vitórias na Copa da Europa do Norte e terminou em sexto na classificação. Na Eurocopa, Shwartzman terminou em oitavo.
Para 2017, Shwartzman permaneceu na Fórmula Renault 2.0, mas decidiu mudar para a equipe R-ace GP. Ele perdeu treze pontos para o companheiro de equipe Will Palmer e terminou em terceiro lugar na classificação de pilotos, mas conseguiu vencer seis corridas, com pódio em todas as rodadas, exceto no Red Bull Ring e no circuito Paul Ricard.

### GP3 Series
Em novembro de 2016, Shwartzman foi listado entre os pilotos que participaram do teste do pós-temporada da GP3 Series em Yas Marina com a equipe Koiranen GP.

### Toyota Racing Series
Shwartzman fez sua estreia na Toyota Racing Series em 2018, competindo pela equipe M2 Competition. Ele terminou todas as quinze corridas entre os cinco primeiros e foi o único piloto da temporada a conseguir tal feito. Ele ganhou o Troféu Memorial Denny Hulme e o título da categoria, à frente dos companheiros de equipe, da M2, Richard Verschoor e Marcus Armstrong, que competiam na competição desde 2017.

### Campeonato Europeu de Fórmula 3 da FIA

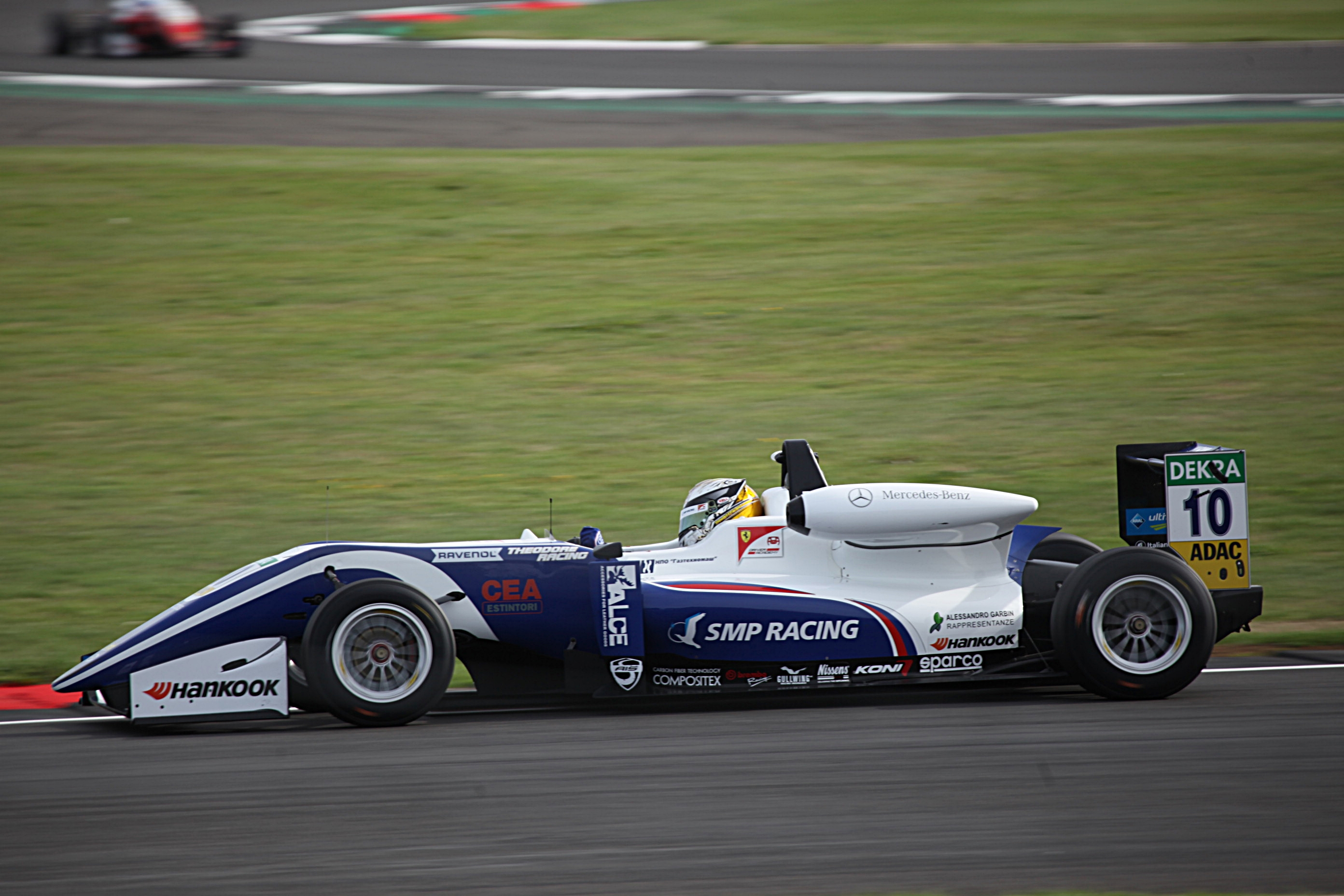
Shwartzman durante prova da F3 Europeia em 2018

Em setembro de 2017, Shwartzman testou o carro do Campeonato Europeu de Fórmula 3 da FIA com a equipe Prema Powerteam. Após seus testes com a Prema, ele foi incluído no programa de jovens pilotos da Ferrari, a Ferrari Driver Academy.
Em dezembro de 2017, foi confirmado que ele competiria pela Prema no Campeonato Europeu de Fórmula 3 da FIA de 2018, sendo companheiro de Zhou Guanyu, Mick Schumacher, Ralf Aron e Marcus Armstrong. Shwartzman conquistou sua primeira vitória na categoria na terceira corrida de Spielberg. Venceu pela segunda vez no final da temporada e superou outro membro da Ferrari Driver Academy, Marcus Armstrong, na classificação dos pilotos, ficando em terceiro no campeonato geral com catorze pontos atrás do vice Dan Ticktum e 71 atrás de seu companheiro Schumacher, campeão da temporada. Dentre os novatos, Shwartzman teve dez vitórias e vinte pódios, se sagrando campeão com 61,5 pontos de vantagem sobre Jüri Vips.

### Campeonato de Fórmula 3 da FIA

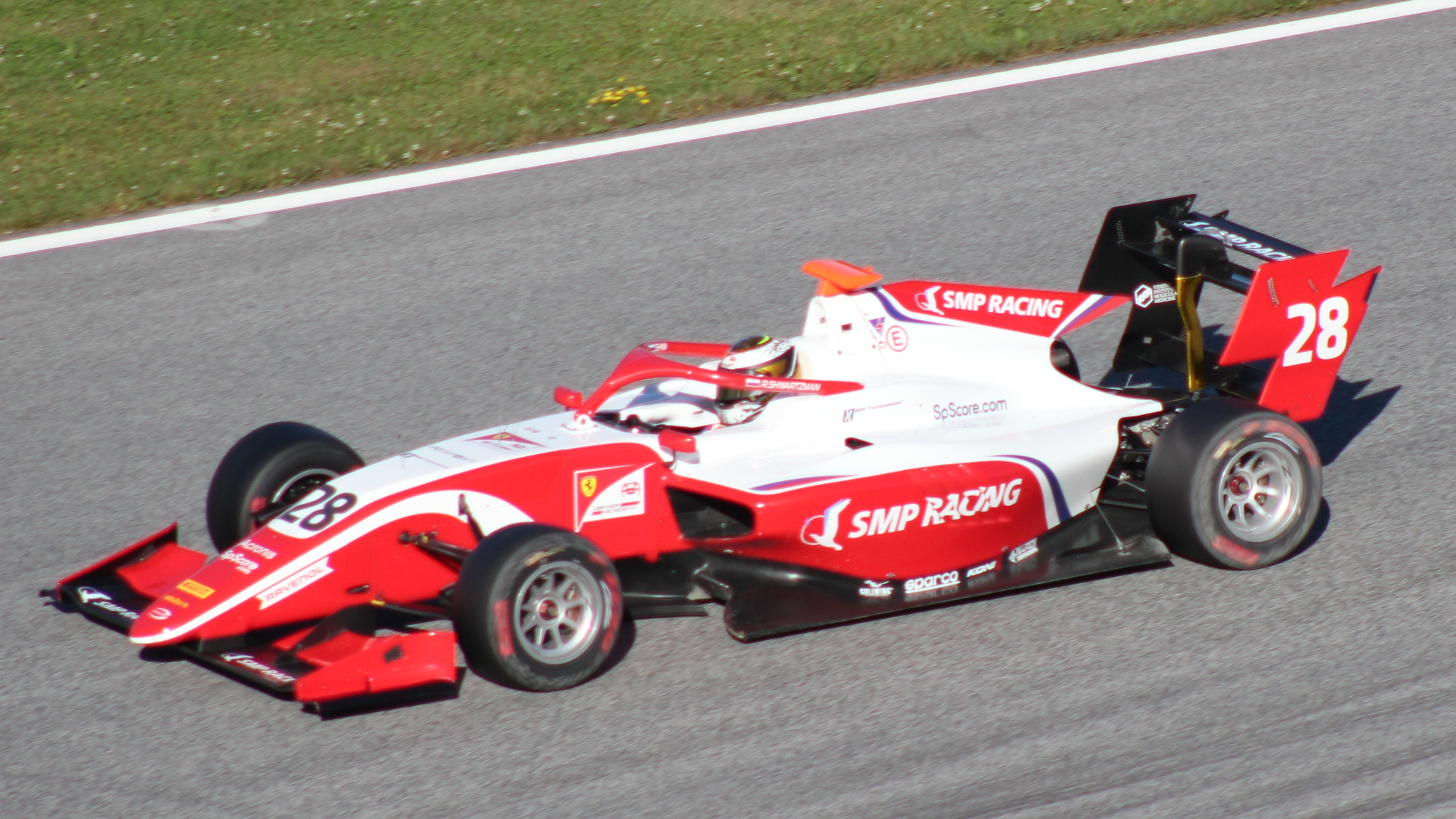
Shwartzman guiando a Prema no Red Bull Ring em 2019

Em 2019, Shwartzman foi contratado pela equipe Prema Racing para a disputa da temporada inaugural do Campeonato de Fórmula 3 da FIA. Mais uma vez ele teve Armstrong de companheiro de equipe, e a dupla da FDA ganhou a companhia do indiano Jehan Daruvala. Robert venceu três vezes (Corrida 1 em Barcelona, Corrida 2 em Le Castellet e Corrida 1 em Monza), fazendo mais sete pódios, duas pole positions e duas voltas mais rápidas. Ele conquistou o título da categoria na primeira corrida da última etapa da temporada, que foi realizada na Rússia, e terminou o campeonato com 212 pontos, 54 a mais do que Armstrong, o vice-campeão.

### Campeonato de Fórmula 2 da FIA
Em 28 de novembro de 2019, foi anunciado que Shwartzman disputaria o Campeonato de Fórmula 2 da FIA de 2020 com a equipe Prema Racing. O russo teve quatro vitórias, sendo o que mais triunfou na temporada, e fez mais dois pódios, mas o título foi para seu companheiro de equipe Mick Schumacher, que só venceu duas vezes, mas fez outros oito pódios. Shwartzman encerrou o ano em quarto lugar, com 178 pontos, trinta e sete a menos do que Schumacher.
Ele permaneceu com a equipe para a disputa da temporada de 2021, em parceria com o piloto campeão do Campeonato de Fórmula 3 da FIA de 2020 Oscar Piastri, terminando a temporada de 2021 como vice-campeão, com 2 vitórias, 3 voltas mais rápidas e 8 pódios no total. Alcançou um total de 192 pontos naquele ano, 60,5 pontos do campeão Piastri. Após suas duas campanhas bem-sucedidas na F2, Shwartzman deixou a categoria.

### Fórmula 1
Membro da Ferrari Driver Academy desde 2017, Shwartzman participou do teste de jovens pilotos da pós-temporada de 2021 com a Haas, onde ele fez 130 voltas e anotou o melhor tempo. Shwartzman foi confirmado como piloto de testes da equipe Ferrari de Fórmula 1 para a temporada de 2022. Usando a licença israelense por conta da proibição da FIA dos pilotos russos competirem sob a bandeira da Rússia, Shwartzman participou de dois TL1 pela Ferrari nessa temporada, uma no Grande Prêmio dos Estados Unidos, onde ficou em 16º, e a outra no Grande Prêmio de Abu Dhabi, classificando-se em sétimo.
Em 2023, Shwartzman foi dispensado da FDA, mas foi promovido ao posto de reserva da Ferrari em 2023. Pela equipe italiana, ele participou do TL1 do GP dos Países Baixos, e mais uma vez em Abu Dhabi, terminando em oitavo no geral. Shwartzman também dirigiu o SF-23 durante os testes de pós-temporada com a Ferrari, completando 123 voltas.
Shwartzman seguiu no posto de reserva da Ferrari em 2024. Em agosto, ele participou do primeiro treino livre no GP da Holanda pela equipe Sauber, que corre com motores Ferrari, terminando em décimo sexto. Em outubro, Shwartzman foi mais uma vez convidado pela Sauber para participar da primeira sessão de treinos livres do Grande Prêmio da Cidade do México. Ele fez ultrapassagens durante a bandeira amarela, por isso, foi punido com a perda de cinco posições no grid. Shwartzman não possui vaga de titular, então, essa punição só será cumprida quando ele participar de sua primeira corrida na Fórmula 1.
Em 19 de novembro de 2024, a Ferrari confirmou que Shwartzman deixaria seu posto de reserva para se concentrar totalmente em suas funções como piloto titular na IndyCar em 2025.

### IndyCar
No início de janeiro de 2023, Shwartzman participou de um teste da IndyCar com a Chip Ganassi Racing em Sebring, e esteve cotado para participar da categoria norte-americana, mas ele preferiu priorizar sua carreira nas corridas de endurance.
Mas em novembro de 2024, Shwartzman foi anunciado como piloto da Prema Racing, equipe que fará sua estreia na categoria em 2025. Ele terá como companheiro Callum Ilott, seu antigo colega da F2 e da Ferrari Driver Academy.

### Corridas de resistência

#### GT World Challenge
Shwartzman estreou na categoria de carros esportivos em 2023, na GT World Challenge Europe Endurance Cup, fazendo dupla com Nicklas Nielsen e Alessio Rovera pela AF Corse.

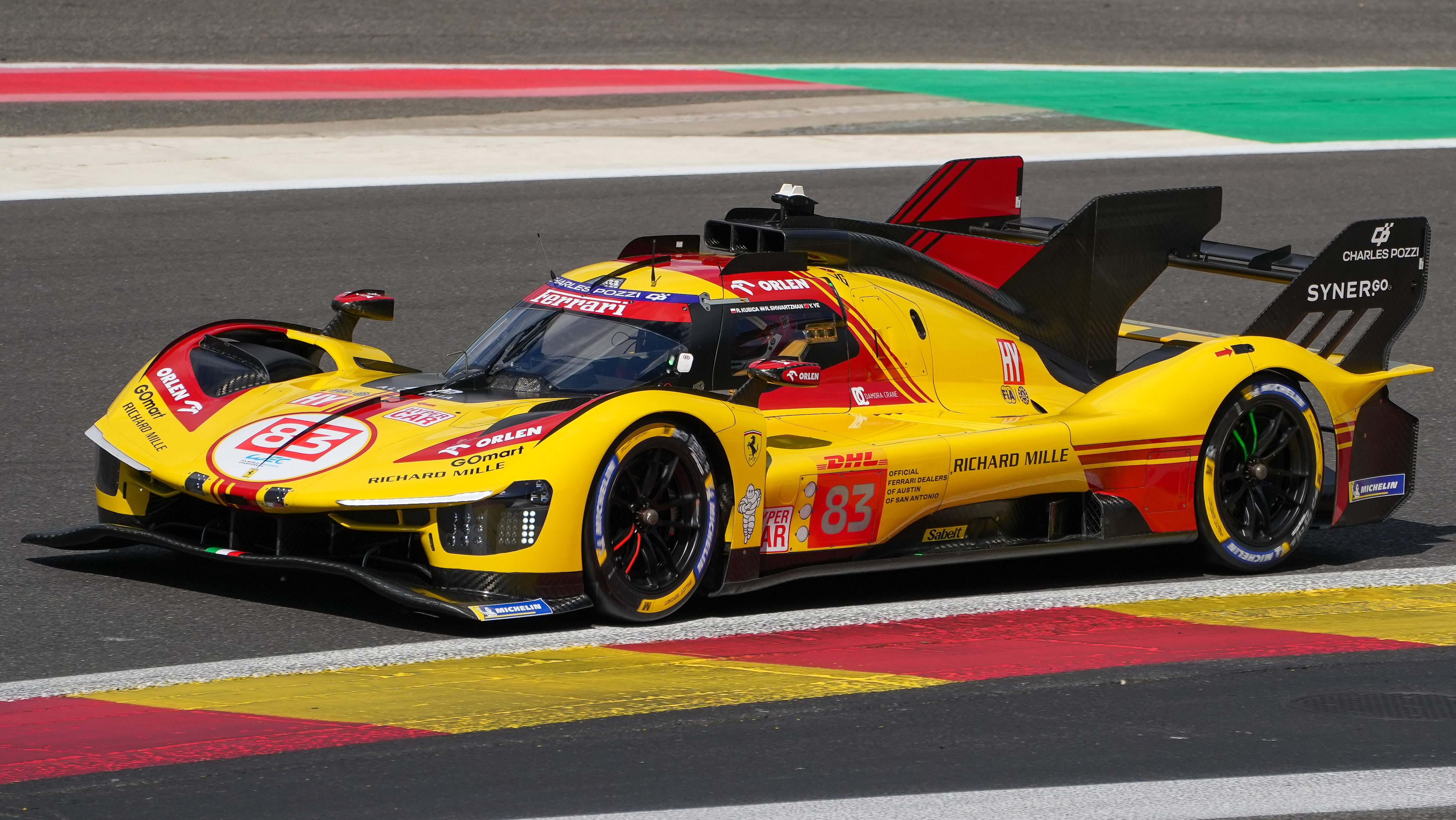
Carro #83 da AF Corse Ferrari, que Shwartzman, Kubica e Ye guiaram nas 6 Horas de Spa Francorchamps.

#### Mundial de Endurance
No final de 2023, Shwartzman dirigiu o Ferrari 499P Hypercar no Barém durante o teste de novatos do Mundial de Endurance, sendo o mais rápido no geral. Depois, ele foi confirmado no Campeonato Mundial de Endurance da FIA de 2024 pela AF Corse número 83, ao lado do chinês Yifei Ye e do polonês ex-F1 Robert Kubica. Ele fez a sua primeira participação nas 24 Horas de Le Mans neste ano, com o trio do carro 83 chegando a liderar nas primeiras seis horas, mas o grupo abandonou a corrida por problemas mecânicos. Em setembro, Shwartzman conseguiu seu primeiro triunfo na categoria na Lone Star Le Mans.

### Fórmula E
Em abril de 2023, ele testou para a DS Penske na Fórmula E no teste de novatos de Berlim. Ele então participou dos testes de pré-temporada no Circuito Ricardo Tormo para o campeonato de 2023–24 com a equipe. A DS Penske novamente selecionou Shwartzman para participar do teste de novatos de Berlim de 2024 com eles, onde ele terminou como o mais rápido no geral.

## Vida Pessoal
Robert nasceu em Tel Aviv, Israel, e cresceu em São Petersburgo (Rússia), e na Itália. Ele é filho de Mikhail Shwartzman, que faleceu em 2020 vítima de coronavírus. Ele dedicou sua primeira vitória na Fórmula 2 ao pai. Shwartzman também é músico e em 2023, lançou a música ACTIVE em seu canal do YouTube usando o nome artístico Shwartzy.

## Histórico

### Resumo da carreira
| Temporada | Categoria                                         | Equipe                       | Corridas         | Vitórias         | Poles            | V.M.R.           | Pódios           | Pontos           | Posição          |
| --------- | ------------------------------------------------- | ---------------------------- | ---------------- | ---------------- | ---------------- | ---------------- | ---------------- | ---------------- | ---------------- |
| 2014      | Campeonato Italiano de F4                         | Cram Motorsport              | 6                | 0                | 0                | 0                | 0                | 26               | 16º              |
| 2015      | Campeonato Italiano de F4                         | Mücke Motorsport             | 21               | 2                | 4                | 3                | 8                | 212              | 3º               |
| 2015      | ADAC Fórmula 4                                    | ADAC Berlin-Brandenburg e.V. | 20               | 0                | 0                | 4                | 8                | 167              | 4º               |
| 2016      | Fórmula Renault 2.0 Eurocup                       | Josef Kaufmann Racing        | 15               | 0                | 0                | 0                | 1                | 75               | 8º               |
| 2016      | Fórmula Renault 2.0 NEC                           | Josef Kaufmann Racing        | 15               | 2                | 1                | 2                | 3                | 206              | 6º               |
| 2017      | Eurocopa de Fórmula Renault                       | R-ace GP                     | 23               | 6                | 7                | 7                | 12               | 285              | 3º               |
| 2017      | Fórmula Renault NEC                               | R-ace GP                     | 3                | 0                | 0                | 0                | 1                | 0                | NC†              |
| 2018      | Fórmula 3 Europeia                                | Prema Theodore Racing        | 30               | 2                | 3                | 1                | 11               | 294              | 3º               |
| 2018      | Grande Prêmio de Macau                            | SJM Theodore Racing da Prema | 1                | 0                | 0                | 0                | 0                | N/D              | 9º               |
| 2018      | Toyota Racing Series                              | M2 Competition               | 15               | 1                | 3                | 3                | 9                | 916              | 1º               |
| 2019      | Fórmula 3                                         | Prema Racing                 | 16               | 3                | 2                | 2                | 10               | 212              | 1º               |
| 2019      | Grande Prêmio de Macau                            | SJM Theodore Racing da Prema | 1                | 0                | 0                | 0                | 0                | N/D              | DNF              |
| 2020      | Fórmula 2                                         | Prema Racing                 | 24               | 4                | 0                | 1                | 6                | 177              | 4º               |
| 2021      | Fórmula 2                                         | Prema Racing                 | 23               | 2                | 0                | 3                | 8                | 192              | 2º               |
| 2022      | Fórmula 1                                         | Scuderia Ferrari             | Piloto de testes | Piloto de testes | Piloto de testes | Piloto de testes | Piloto de testes | Piloto de testes | Piloto de testes |
| 2022–23   | Fórmula E                                         | DS Penske                    | Piloto de testes | Piloto de testes | Piloto de testes | Piloto de testes | Piloto de testes | Piloto de testes | Piloto de testes |
| 2023      | GT World Challenge Europe Endurance Cup           | AF Corse                     | 5                | 1                | 1                | 0                | 1                | 36               | 8º               |
| 2023      | Fórmula 1                                         | Scuderia Ferrari             | Piloto reserva   | Piloto reserva   | Piloto reserva   | Piloto reserva   | Piloto reserva   | Piloto reserva   | Piloto reserva   |
| 2023–24   | Fórmula E                                         | DS Penske                    | Piloto de testes | Piloto de testes | Piloto de testes | Piloto de testes | Piloto de testes | Piloto de testes | Piloto de testes |
| 2024      | Campeonato Mundial de Endurance da FIA - Hypercar | AF Corse                     | 7                | 1                | 0                | 0                | 1                | 51               | 9º*              |
| 2024      | Fórmula 1                                         | Scuderia Ferrari             | Piloto reserva   | Piloto reserva   | Piloto reserva   | Piloto reserva   | Piloto reserva   | Piloto reserva   | Piloto reserva   |
| 2025      | Indy Car Series                                   | Prema Racing                 | 0                | 0                | 0                | 0                | 0                | 0                | ?                |

† Como Shwartzman era um piloto convidado, ele não era elegível para pontos.
* Temporada ainda em andamento.